# ATP-toernooi van Gstaad
De Allianz Suisse Open Gstaad of het ATP-toernooi van Gstaad is een jaarlijks tennistoernooi voor mannen dat wordt gespeeld in de Zwitserse plaats Gstaad als onderdeel van de ATP Tour 250. Het toernooi werd voor het eerst georganiseerd in 1915 en wordt gespeeld in juli in de Roy Emerson Arena. Het toernooi wordt gespeeld op gravel.

## Geschiedenis
De toernooirechten waren van 1968 tot 2006 in handen van New Tenn GmbH. Jacques Hermenjat, eigenaar van New Tenn GmbH, was van 1968 tot 2006 de toernooidirecteur. In 2006 kwam rechtenhouder New Tenn GmbH in betalingsproblemen en kwam het voortbestaan van het toernooi in gevaar.
In november 2006 kocht het "Gesellschaft Swiss Open Gstaad AG" de toernooirechten van de noodlijdende rechtenhouder New Tenn GmbH voor 3,5 miljoen franken. Het "Gesellschaft Swiss Open Gstaad AG" was bovendien tien procent van de overnamesom (transferfee) verschuldigd aan de ATP. Bij de Masters Cup 2006 in Shanghai gaf de ATP toestemming voor het eigendomsoverdracht van de rechten. Het gezelschap Swiss Open Gstaad AG bestaat voor een gelijk deel uit de gemeente Saanen en de Zwitserse tennisbond Swiss Tennis. Het "Gesellschaft Swiss Open Gstaad AG" besteedde vanaf 2006 de operatieve organisatie uit, aan het evenementenmanagementagentschap "Collets Grand Chelem Event SA" voor een periode van 15 jaar. Medeoprichter van Grand Chelem Event SA, Jean-François Collet werd benoemd tot toernooidirecteur en Julien Finkbeiner, directeur bij Grand Chelem Event SA, nam de functie van vice-toernooidirecteur waar. Het contract met "Collets Grand Chelem Event SA" loopt tot en met 2021, over een verlenging wordt gesproken.

## Finales

### Enkelspel
| Datum             | Naam                        | Categorie      | ($/€)     | Ondergrond     | Winnaar                                | Verliezend finalist                    | Uitslag                                |                                        |
| ----------------- | --------------------------- | -------------- | --------- | -------------- | -------------------------------------- | -------------------------------------- | -------------------------------------- | -------------------------------------- |
| 1915              |                             |                |           | Gravel, buiten | Victor de Coubasch                     | Charles Barde                          | 8-6, 6-2, 3-6, 2-6, 6-3                |                                        |
| 1916              |                             |                |           | Gravel, buiten | René de Grenus (1)                     |                                        |                                        |                                        |
| 1917              |                             |                |           | Gravel, buiten | A. Breaud                              |                                        |                                        |                                        |
| 1918              |                             |                |           | Gravel, buiten | René de Grenus (2)                     |                                        |                                        |                                        |
| 1919              |                             |                |           | Gravel, buiten | Charles-Henry Martin                   |                                        |                                        |                                        |
| 1920              |                             |                |           | Gravel, buiten | Maurice Ferrier                        |                                        |                                        |                                        |
| 1921              |                             |                |           | Gravel, buiten | Marcus Wallenberg, Jr.                 |                                        |                                        |                                        |
| 1922              |                             |                |           | Gravel, buiten | Guy Sautter                            |                                        |                                        |                                        |
| 1923              |                             |                |           | Gravel, buiten | Hector Fisher (1)                      |                                        |                                        |                                        |
| 1924              |                             |                |           | Gravel, buiten | Gyorgy Dungyersky                      |                                        |                                        |                                        |
| 1925              |                             |                |           | Gravel, buiten | Leonardo Bonzi                         |                                        |                                        |                                        |
| 1926              |                             |                |           | Gravel, buiten | Gottfried Banfield                     |                                        |                                        |                                        |
| 1927              |                             |                |           | Gravel, buiten | Leonce Aslangul                        |                                        |                                        |                                        |
| 1928              |                             |                |           | Gravel, buiten | Hector Fisher (2)                      |                                        |                                        |                                        |
| 1929              |                             |                |           | Gravel, buiten | Hector Fisher (3)                      | Hermann Artens                         | 6-3, 8-6, 6-4                          |                                        |
| 1930              |                             |                |           | Gravel, buiten | Erik Worm                              |                                        |                                        |                                        |
| 1931              |                             |                |           | Gravel, buiten | Hector Fisher (4)                      |                                        |                                        |                                        |
| 1932              |                             |                |           | Gravel, buiten |                                        |                                        |                                        |                                        |
| 1933              |                             |                |           | Gravel, buiten |                                        |                                        |                                        |                                        |
| 1934              |                             |                |           | Gravel, buiten |                                        |                                        |                                        |                                        |
| 1935              |                             |                |           | Gravel, buiten |                                        |                                        |                                        |                                        |
| 1936              |                             |                |           | Gravel, buiten |                                        |                                        |                                        |                                        |
| 1937              |                             |                |           | Gravel, buiten | Boris Maneff                           | Max Ellmer                             | 6-3, 8-6, opgave                       |                                        |
| 1938              |                             |                |           | Gravel, buiten |                                        |                                        |                                        |                                        |
| 1939              |                             |                |           | Gravel, buiten |                                        |                                        |                                        |                                        |
| 1940              |                             |                |           | Gravel, buiten |                                        |                                        |                                        |                                        |
| 1941              |                             |                |           | Gravel, buiten |                                        |                                        |                                        |                                        |
| 1942              |                             |                |           | Gravel, buiten | Hans Pfaff                             | Jost Spitzer                           | 6-2, 6-4, 6-3                          |                                        |
| 1943              |                             |                |           | Gravel, buiten |                                        |                                        |                                        |                                        |
| 1944              |                             |                |           | Gravel, buiten |                                        |                                        |                                        |                                        |
| 1945              |                             |                |           | Gravel, buiten |                                        |                                        |                                        |                                        |
| 1946              |                             |                |           | Gravel, buiten | Vladimír Černík (1)                    | Bohuslav P. Hyks                       | 6-0, 0-6, 1-6, 6-4, 6-2                |                                        |
| 1947              |                             |                |           | Gravel, buiten | Marcello del Bello                     | Mario Belardinelli                     | Walk-over                              |                                        |
| 1948              |                             |                |           | Gravel, buiten | Geen halve finales en finale           | Geen halve finales en finale           | Geen halve finales en finale           | Geen halve finales en finale           |
| 1949              |                             |                |           | Gravel, buiten | Earl Cochell                           | Jaroslav Drobný                        | 3-6, 6-3, 2-6, 6-3, 7-5                |                                        |
| 1950              |                             |                |           | Gravel, buiten | Vladimír Černík (2)                    | Sumant Misra                           | 6-1, 2-6, 6-8, 6-4, 6-3                |                                        |
| 1951              |                             |                |           | Gravel, buiten | Russell Seymour                        | Syd Levy                               | 2-6, 6-3, 7-5, 1-6, 6-4                |                                        |
| 1952              |                             |                |           | Gravel, buiten | Herbert Flam                           | Irvin Dorfman                          | 6-4, 6-2, 6-1                          |                                        |
| 1953              |                             |                |           | Gravel, buiten | Geen halve finales en finale           | Geen halve finales en finale           | Geen halve finales en finale           | Geen halve finales en finale           |
| 1954              |                             |                |           | Gravel, buiten | Lew Hoad                               | Neale Fraser                           | 6-4, 11-9, 6-4                         |                                        |
| 1955              |                             |                |           | Gravel, buiten | Art Larsen                             | Enrique Morea                          | 6-4, 2-6, 6-2, 6-2                     |                                        |
| 1956              |                             |                |           | Gravel, buiten | Jaroslav Drobný                        | Neale Fraser                           | 7-5, 6-3, 6-3                          |                                        |
| 1957              |                             |                |           | Gravel, buiten | Budge Patty                            | Jaroslav Drobný                        | 3-6, 6-3, 6-3, 6-1                     |                                        |
| 1958              |                             |                |           | Gravel, buiten | Ashley Cooper                          | Neale Fraser                           | 2-6, 3-6, 7-5, 6-4, 6-3                |                                        |
| 1959              |                             |                |           | Gravel, buiten | Luis Ayala                             | Jan-Erik Lundquist                     | 6-1, 6-2, 6-1                          |                                        |
| 1960              |                             |                |           | Gravel, buiten | Roy Emerson (1)                        | Mike Davies                            | 6-4, 9-7, 6-2                          |                                        |
| 1961              |                             |                |           | Gravel, buiten | Roy Emerson (2)                        | Luis Ayala                             | 6-3, 6-1, 6-0                          |                                        |
| 1962              |                             |                |           | Gravel, buiten | Rod Laver                              | Neale Fraser                           | 6-4, 6-4, 8-6                          |                                        |
| 1963              |                             |                |           | Gravel, buiten | Nicola Pietrangeli                     | Roy Emerson                            | 7-5, 6-2, 6-2                          |                                        |
| 1964              |                             |                |           | Gravel, buiten | Thomaz Koch                            | Ronald Barnes                          | 6-3, 6-1, 7-9, 7-5                     |                                        |
| 1965              |                             |                |           | Gravel, buiten | Patricio Rodriguez                     | Thomaz Koch                            | 2-6, 6-3, 6-2, 6-2                     |                                        |
| 1966              |                             |                |           | Gravel, buiten | Roy Emerson (3)                        | Manuel Santana                         | 5-7, 7-5, 6-3                          |                                        |
| 1967              |                             |                |           | Gravel, buiten | Roy Emerson (4)                        | Manuel Santana                         | 6-2, 8-6, 6-4                          |                                        |
| ↓ open tijdperk ↓ |                             |                |           |                |                                        |                                        |                                        |                                        |
| 22-07-1968        | Suisse Open                 |                |           | Gravel, buiten | Cliff Drysdale                         | Tom Okker                              | 6-3, 6-3, 6-0                          |                                        |
| 28-07-1969        | Suisse Open                 |                |           | Gravel, buiten | Roy Emerson (5)                        | Tom Okker                              | 6-1, 12-14, 6-4, 6-4                   |                                        |
| 20-07-1970        | Suisse Open                 |                |           | Gravel, buiten | Tony Roche                             | Tom Okker                              | 7-5, 7-5, 6-3                          |                                        |
| 12-07-1971        | Suisse Open                 |                |           | Gravel, buiten | John Newcombe                          | Tom Okker                              | 6-2, 5-7, 1-6, 7-5, 6-3                |                                        |
| 17-07-1972        | Suisse Open                 |                |           | Gravel, buiten | Andrés Gimeno                          | Adriano Panatta                        | 7-5, 9-8, 6-4                          |                                        |
| 16-07-1973        | Suisse Open                 |                |           | Gravel, buiten | Ilie Năstase                           | Roy Emerson                            | 6-4, 6-3, 6-3                          |                                        |
| 15-07-1974        | Suisse Open                 |                |           | Gravel, buiten | Guillermo Vilas (1)                    | Manuel Orantes                         | 6-1, 6-2                               |                                        |
| 07-07-1975        | Suisse Open                 |                |           | Gravel, buiten | Ken Rosewall                           | Karl Meiler                            | 6-4, 6-4, 6-3                          |                                        |
| 05-07-1976        | Suisse Open                 |                | $ 75.000  | Gravel, buiten | Raúl Ramírez                           | Adriano Panatta                        | 7-5, 6-7, 6-1, 6-3                     |                                        |
| 04-07-1977        | Suisse Open                 |                | $ 75.000  | Gravel, buiten | Jeff Borowiak                          | Jean-Francois Caujolle                 | 2-6, 6-1, 6-3                          |                                        |
| 10-07-1978        | Suisse Open                 | Regular Series | $ 75.000  | Gravel, buiten | Guillermo Vilas (2)                    | José Luis Clerc                        | 6-3, 7-6, 6-4                          |                                        |
| 09-07-1979        | Suisse Open                 | Regular Series | $ 75.000  | Gravel, buiten | Ulrich Pinner                          | Peter McNamara                         | 6-2, 6-4, 7-5                          |                                        |
| 07-07-1980        | Suisse Open                 | Regular Series | $ 125.000 | Gravel, buiten | Heinz Günthardt                        | Kim Warwick                            | 4-6, 6-4, 7-6                          |                                        |
| 06-07-1981        | Suisse Open                 | Regular Series | $ 125.000 | Gravel, buiten | Wojtek Fibak                           | Yannick Noah                           | 6-1, 7-6                               |                                        |
| 05-07-1982        | Suisse Open                 | Regular Series | $ 100.000 | Gravel, buiten | José Luis Clerc                        | Guillermo Vilas                        | 6-1, 6-3, 6-2                          |                                        |
| 04-07-1983        | Suisse Open                 | Regular Series | $ 100.000 | Gravel, buiten | Sandy Mayer                            | Tomáš Šmíd                             | 6-0, 6-3, 6-2                          |                                        |
| 09-07-1984        | Suisse Open                 | Regular Series | $ 100.000 | Gravel, buiten | Joakim Nyström (1)                     | Brian Teacher                          | 6-4, 6-2                               |                                        |
| 08-07-1985        | Suisse Open                 | Regular Series | $ 150.000 | Gravel, buiten | Joakim Nyström (2)                     | Andreas Maurer                         | 6-4, 1-6, 7-5, 6-3                     |                                        |
| 07-07-1986        | Suisse Open                 | Regular Series | $ 200.000 | Gravel, buiten | Stefan Edberg                          | Roland Stadler                         | 7-5, 4-6, 6-1, 4-6, 6-2                |                                        |
| 06-07-1987        | Suisse Open                 | Regular Series | $ 200.000 | Gravel, buiten | Emilio Sánchez (1)                     | Ronald Agenor                          | 6-2, 6-3, 7-6                          |                                        |
| 04-07-1988        | Suisse Open                 | Regular Series | $ 240.000 | Gravel, buiten | Darren Cahill                          | Jakob Hlasek                           | 6-3, 6-4, 7-6                          |                                        |
| 10-07-1989        | Suisse Open                 | Regular Series | $ 275.000 | Gravel, buiten | Carl-Uwe Steeb                         | Magnus Gustafsson                      | 6-7, 3-6, 6-2, 6-4, 6-2                |                                        |
| 09-07-1990        | Suisse Open                 | World Series   | $ 275.000 | Gravel, buiten | Martín Jaite                           | Sergi Bruguera                         | 6-3, 6-7, 6-2, 6-2                     | details                                |
| 08-07-1991        | Suisse Open                 | World Series   | $ 275.000 | Gravel, buiten | Emilio Sánchez (2)                     | Sergi Bruguera                         | 6-1, 6-4, 6-4                          | details                                |
| 06-07-1992        | Suisse Open                 | World Series   | $ 300.000 | Gravel, buiten | Sergi Bruguera (1)                     | Francisco Clavet                       | 6-1, 6-4                               | details                                |
| 05-07-1993        | Suisse Open                 | World Series   | $ 375.000 | Gravel, buiten | Sergi Bruguera (2)                     | Karel Nováček                          | 6-3, 6-4                               | details                                |
| 04-07-1994        | Suisse Open                 | World Series   | $ 450.000 | Gravel, buiten | Sergi Bruguera (3)                     | Guy Forget                             | 3-6, 7-5, 6-2, 6-1                     | details                                |
| 10-07-1995        | Suisse Open                 | World Series   | $ 525.000 | Gravel, buiten | Jevgeni Kafelnikov                     | Jakob Hlasek                           | 6-3, 6-4, 3-6, 6-3                     | details                                |
| 08-07-1996        | Allianz Suisse Open         | World Series   | $ 525.000 | Gravel, buiten | Albert Costa (1)                       | Félix Mantilla                         | 4-6, 7-6, 6-1, 6-0                     | details                                |
| 07-07-1997        | Rado Swiss Open             | World Series   | $ 525.000 | Gravel, buiten | Félix Mantilla                         | Joan Albert Viloca                     | 6-1, 6-4, 6-4                          | details                                |
| 06-07-1998        | Rado Swiss Open             | Int. Series    | $ 525.000 | Gravel, buiten | Àlex Corretja (1)                      | Boris Becker                           | 7-6, 7-5, 6-3                          | details                                |
| 05-07-1999        | Rado Swiss Open             | Int. Series    | $ 525.000 | Gravel, buiten | Albert Costa (2)                       | Nicolás Lapentti                       | 7-6, 6-3, 6-4                          | details                                |
| 10-07-2000        | UBS Open                    | Int. Series    | $ 600.000 | Gravel, buiten | Àlex Corretja (2)                      | Mariano Puerta                         | 6-1, 6-3                               | details                                |
| 09-07-2001        | UBS Open                    | Int. Series    | $ 575.000 | Gravel, buiten | Jiří Novák (1)                         | Juan Carlos Ferrero                    | 6-1, 6-7, 7-5                          | details                                |
| 08-07-2002        | Allianz Suisse Open         | Int. Series    | $ 575.000 | Gravel, buiten | Àlex Corretja (3)                      | Gastón Gaudio                          | 6-3, 7-6, 7-6                          | details                                |
| 07-07-2003        | Allianz Suisse Open         | Int. Series    | $ 525.000 | Gravel, buiten | Jiří Novák (2)                         | Roger Federer                          | 5-7, 6-3, 6-3, 1-6, 6-3                | details                                |
| 05-07-2004        | Allianz Suisse Open         | Int. Series    | $ 525.000 | Gravel, buiten | Roger Federer                          | Igor Andrejev                          | 6-2, 6-3, 5-7, 6-3                     | details                                |
| 04-07-2005        | Allianz Suisse Open         | Int. Series    | $ 470.000 | Gravel, buiten | Gastón Gaudio                          | Stanislas Wawrinka                     | 6-4, 6-4                               | details                                |
| 10-07-2006        | Allianz Suisse Open         | Int. Series    | $ 470.000 | Gravel, buiten | Richard Gasquet                        | Feliciano López                        | 7-6, 6-7, 6-3, 6-3                     | details                                |
| 09-07-2007        | Allianz Suisse Open         | Int. Series    | $ 471.000 | Gravel, buiten | Paul-Henri Mathieu                     | Andreas Seppi                          | 6-7, 6-3, 7-5                          | details                                |
| 07-07-2008        | Allianz Suisse Open         | Int. Series    | € 368.000 | Gravel, buiten | Victor Hănescu                         | Igor Andrejev                          | 6-3, 6-4                               | details                                |
| 27-07-2009        | Allianz Suisse Open         | ATP 250        | € 398.250 | Gravel, buiten | Thomaz Bellucci (1)                    | Andreas Beck                           | 6-4, 7-6(2)                            | details                                |
| 26-07-2010        | Allianz Suisse Open         | ATP 250        | € 398.250 | Gravel, buiten | Nicolás Almagro                        | Richard Gasquet                        | 7-5, 6-1                               | details                                |
| 25-07-2011        | Crédit Agricole Suisse Open | ATP 250        | € 398.250 | Gravel, buiten | Marcel Granollers                      | Fernando Verdasco                      | 6-4, 3-6, 6-3                          | details                                |
| 16-07-2012        | Crédit Agricole Suisse Open | ATP 250        | € 358.425 | Gravel, buiten | Thomaz Bellucci (2)                    | Janko Tipsarević                       | 6-7(6), 6-4, 6-2                       | details                                |
| 22-07-2013        | Crédit Agricole Suisse Open | ATP 250        | € 410.200 | Gravel, buiten | Michail Joezjny                        | Robin Haase                            | 6-3, 6-4                               | details                                |
| 21-07-2014        | Crédit Agricole Suisse Open | ATP 250        | € 426.605 | Gravel, buiten | Pablo Andújar                          | Juan Mónaco                            | 6-3, 7-5                               | details                                |
| 27-07-2015        | Swiss Open                  | ATP 250        | € 439.405 | Gravel, buiten | Dominic Thiem                          | David Goffin                           | 7-5, 6-2                               | details                                |
| 18-07-2016        | J. Safra Sarasin Swiss Open | ATP 250        | € 463.520 | Gravel, buiten | Feliciano López                        | Robin Haase                            | 6-4, 7-5                               | details                                |
| 24-07-2017        | J. Safra Sarasin Swiss Open | ATP 250        | € 482.060 | Gravel, buiten | Fabio Fognini                          | Yannick Hanfmann                       | 6-4, 7-5                               | details                                |
| 23-07-2018        | J. Safra Sarasin Swiss Open | ATP 250        | € 501.345 | Gravel, buiten | Matteo Berrettini (1)                  | Roberto Bautista Agut                  | 7-6(9), 6-7                            | details                                |
| 22-07-2019        | J. Safra Sarasin Swiss Open | ATP 250        | € 524.340 | Gravel, buiten | Albert Ramos Viñolas                   | Cedrik-Marcel Stebe                    | 6-3, 6-2                               | details                                |
| 26-07-2020        | J. Safra Sarasin Swiss Open | ATP 250        | € 542.695 | Gravel, buiten | Geen toernooi wegens de coronapandemie | Geen toernooi wegens de coronapandemie | Geen toernooi wegens de coronapandemie | Geen toernooi wegens de coronapandemie |
| 25-07-2021        | J. Safra Sarasin Swiss Open | ATP 250        | € 481.270 | Gravel, buiten | Casper Ruud (1)                        | Hugo Gaston                            | 6-3, 6-2                               | details                                |
| 24-07-2022        | EFG Swiss Open Gstaad       | ATP 250        | € 534.555 | Gravel, buiten | Casper Ruud (2)                        | Matteo Berrettini                      | 4–6, 7–6(4), 6–2                       | details                                |
| 23-07-2023        | EFG Swiss Open Gstaad       | ATP 250        | € 562.815 | Gravel, buiten | Pedro Cachin                           | Albert Ramos Viñolas                   | 3–6, 6–0, 7–5                          | details                                |
| 21-07-2024        | EFG Swiss Open Gstaad       | ATP 250        | € 562.815 | Gravel, buiten | Matteo Berrettini (2)                  | Quentin Halys                          | 6–3, 6–1                               | details                                |

### Dubbelspel
| Jaar       | Naam                        | Categorie      | ($/€)     | Ondergrond     | Winnaars                                      | Verliezend finalisten                  | Uitslag                                |                                        |
| ---------- | --------------------------- | -------------- | --------- | -------------- | --------------------------------------------- | -------------------------------------- | -------------------------------------- | -------------------------------------- |
| 23-07-2023 | EFG Swiss Open Gstaad       | ATP 250        | € 562.815 | Gravel, buiten | Dominic Stricker Stan Wawrinka                | Marcelo Demoliner Matwé Middelkoop     | 7–6(8), 6–2                            | details                                |
| 24-07-2022 | EFG Swiss Open Gstaad       | ATP 250        | € 534.555 | Gravel, buiten | Tomislav Brkić Francisco Cabral               | Robin Haase Philipp Oswald             | 6-4, 6-4                               | details                                |
| 25-07-2021 | J. Safra Sarasin Swiss Open | ATP 250        | € 481.270 | Gravel, buiten | Marc-Andrea Hüsler Dominic Stricker           | Szymon Walków Jan Zieliński            | 6-1, 7-6(7)                            | details                                |
| 26-07-2020 | J. Safra Sarasin Swiss Open | ATP 250        | € 542.695 | Gravel, buiten | Geen toernooi wegens de coronapandemie        | Geen toernooi wegens de coronapandemie | Geen toernooi wegens de coronapandemie | Geen toernooi wegens de coronapandemie |
| 22-07-2019 | J. Safra Sarasin Swiss Open | ATP 250        | € 524.340 | Gravel, buiten | Sander Gillé Joran Vliegen                    | Philipp Oswald Filip Polášek           | 6-4, 6-3                               | details                                |
| 23-07-2018 | J. Safra Sarasin Swiss Open | ATP 250        | € 501.345 | Gravel, buiten | Matteo Berrettini Daniele Bracciali           | Denis Moltsjanov Igor Zelenay          | 7-6(2), 7-6(5)                         | details                                |
| 24-07-2017 | J. Safra Sarasin Swiss Open | ATP 250        | € 482.060 | Gravel, buiten | Oliver Marach Philipp Oswald                  | Jonathan Eysseric Franko Škugor        | 6-3, 4-6, [10-8]                       | details                                |
| 18-07-2016 | J. Safra Sarasin Swiss Open | ATP 250        | € 463.520 | Gravel, buiten | Julio Peralta Horacio Zeballos                | Mate Pavić Michael Venus               | 7-6(2), 6-2                            | details                                |
| 27-07-2015 | Swiss Open                  | ATP 250        | € 439.405 | Gravel, buiten | Aliaksandr Bury Denis Istomin                 | Oliver Marach Aisam-ul-Haq Qureshi     | 3-6, 6-2, [10-5]                       | details                                |
| 21-07-2014 | Crédit Agricole Suisse Open | ATP 250        | € 426.605 | Gravel, buiten | Andre Begemann Robin Haase                    | Rameez Junaid Michal Mertiňák          | 6-3, 6-4                               | details                                |
| 22-07-2013 | Crédit Agricole Suisse Open | ATP 250        | € 410.200 | Gravel, buiten | Jamie Murray John Peers                       | Pablo Andújar Guillermo García López   | 6-3, 6-4                               | details                                |
| 16-07-2012 | Crédit Agricole Suisse Open | ATP 250        | € 358.425 | Gravel, buiten | Marcel Granollers Marc López                  | Robert Farah Maksoud Santiago Giraldo  | 6-4, 7-6(9)                            | details                                |
| 25-07-2011 | Crédit Agricole Suisse Open | ATP 250        | € 398.250 | Gravel, buiten | František Čermák (3) Filip Polášek            | Christopher Kas Alexander Peya         | 6-3, 7-6(7)                            | details                                |
| 26-07-2010 | Allianz Suisse Open         | ATP 250        | € 398.250 | Gravel, buiten | Johan Brunström Jarkko Nieminen               | Marcelo Melo Bruno Soares              | 6-3, 6-7(4), [11-9]                    | details                                |
| 27-07-2009 | Allianz Suisse Open         | ATP 250        | € 398.250 | Gravel, buiten | Marco Chiudinelli Michael Lammer              | Jaroslav Levinský Stanislas Wawrinka   | 7-5, 6-3                               | details                                |
| 07-07-2008 | Allianz Suisse Open         | Int. Series    | € 368.000 | Gravel, buiten | Jaroslav Levinský Filip Polášek               | Stephane Bohli Filip Polášek           | 3-6, 6-2, 11-9                         | details                                |
| 09-07-2007 | Allianz Suisse Open         | Int. Series    | $ 471.000 | Gravel, buiten | František Čermák (2) Pavel Vízner             | Marc Gicquel Florent Serra             | 7-5, 5-7, 10-7                         | details                                |
| 10-07-2006 | Allianz Suisse Open         | Int. Series    | $ 470.000 | Gravel, buiten | Jiří Novák (3) Andrei Pavel                   | Marco Chiudinelli Jean-Claude Scherrer | 6-3, 6-1                               | details                                |
| 04-07-2005 | Allianz Suisse Open         | Int. Series    | $ 470.000 | Gravel, buiten | František Čermák (1) Leoš Friedl              | Michael Kohlmann Rainer Schüttler      | 7-6, 7-6                               | details                                |
| 05-07-2004 | Allianz Suisse Open         | Int. Series    | $ 525.000 | Gravel, buiten | Leander Paes (2) David Rikl (4)               | Marc Rosset Stanislas Wawrinka         | 6-4, 6-2                               | details                                |
| 07-07-2003 | Allianz Suisse Open         | Int. Series    | $ 525.000 | Gravel, buiten | Leander Paes (1) David Rikl (3)               | František Čermák Leoš Friedl           | 6-3, 6-3                               | details                                |
| 08-07-2002 | Allianz Suisse Open         | Int. Series    | $ 575.000 | Gravel, buiten | Joshua Eagle David Rikl (2)                   | Massimo Bertolini Cristian Brandi      | 7-6, 6-4                               | details                                |
| 09-07-2001 | UBS Open                    | Int. Series    | $ 575.000 | Gravel, buiten | Roger Federer Marat Safin                     | Michael Hill Jeff Tarango              | 0-1, opgave                            | details                                |
| 10-07-2000 | UBS Open                    | Int. Series    | $ 600.000 | Gravel, buiten | Jiří Novák (2) David Rikl (1)                 | Jérôme Golmard Michael Kohlmann        | 3-6, 6-3, 6-4                          | details                                |
| 05-07-1999 | Rado Swiss Open             | Int. Series    | $ 525.000 | Gravel, buiten | Donald Johnson Cyril Suk                      | Aleksandar Kitinov Eric Taino          | 7-5, 7-6                               | details                                |
| 06-07-1998 | Rado Swiss Open             | Int. Series    | $ 525.000 | Gravel, buiten | Gustavo Kuerten Fernando Meligeni             | Daniel Orsanic Cyril Suk               | 6-4, 7-5                               | details                                |
| 07-07-1997 | Rado Swiss Open             | World Series   | $ 525.000 | Gravel, buiten | Jevgeni Kafelnikov Daniel Vacek               | Trevor Kronemann David Macpherson      | 4-6, 7-6, 6-3                          | details                                |
| 08-07-1996 | Allianz Suisse Open         | World Series   | $ 525.000 | Gravel, buiten | Jiří Novák (1) Pavel Vízner                   | Trevor Kronemann David Macpherson      | 4-6, 7-6, 7-6                          | details                                |
| 10-07-1995 | Suisse Open                 | World Series   | $ 525.000 | Gravel, buiten | Luis Lobo Javier Sánchez                      | Arnaud Boetsch Marc Rosset             | 6-7, 7-6, 7-6                          | details                                |
| 04-07-1994 | Suisse Open                 | World Series   | $ 450.000 | Gravel, buiten | Sergio Casal (3) Emilio Sánchez (3)           | Menno Oosting Daniel Vacek             | 7-6, 6-4                               | details                                |
| 05-07-1993 | Suisse Open                 | World Series   | $ 375.000 | Gravel, buiten | Cédric Pioline Marc Rosset                    | Hendrik Jan Davids Piet Norval         | 6-3, 3-6, 7-6                          | details                                |
| 06-07-1992 | Suisse Open                 | World Series   | $ 300.000 | Gravel, buiten | Hendrik Jan Davids Libor Pimek                | Petr Korda Cyril Suk                   | Walk-over                              | details                                |
| 08-07-1991 | Suisse Open                 | World Series   | $ 275.000 | Gravel, buiten | Gary Muller Danie Visser                      | Guy Forget Jakob Hlasek                | 7-6, 6-4                               | details                                |
| 09-07-1990 | Suisse Open                 | World Series   | $ 275.000 | Gravel, buiten | Sergio Casal (2) Emilio Sánchez (2)           | Omar Camporese Javier Sánchez          | 6-3, 3-6, 7-5                          | details                                |
| 10-07-1989 | Suisse Open                 | Regular Series | $ 275.000 | Gravel, buiten | Cássio Motta Todd Witsken                     | Petr Korda Milan Srejber               | 6-4, 6-4                               |                                        |
| 04-07-1988 | Suisse Open                 | Regular Series | $ 240.000 | Gravel, buiten | Petr Korda Milan Srejber                      | Andrés Gómez Emilio Sánchez            | 7-6, 7-6                               |                                        |
| 06-07-1987 | Suisse Open                 | Regular Series | $ 200.000 | Gravel, buiten | Jan Gunnarsson Tomáš Šmíd (3)                 | Loïc Courteau Guy Forget               | 7-6, 6-2                               |                                        |
| 07-07-1986 | Suisse Open                 | Regular Series | $ 200.000 | Gravel, buiten | Sergio Casal (1) Emilio Sánchez (1)           | Stefan Edberg Joakim Nyström           | 6-3, 3-6, 6-3                          |                                        |
| 08-07-1985 | Suisse Open                 | Regular Series | $ 150.000 | Gravel, buiten | Wojtek Fibak Tomáš Šmíd (2)                   | Brad Drewett Mark Edmondson            | 6-7, 6-4, 6-4                          |                                        |
| 09-07-1984 | Suisse Open                 | Regular Series | $ 100.000 | Gravel, buiten | Heinz Günthardt (2) Markus Günthardt (2)      | Givaldo Barbosa João Soares            | 6-4, 3-6, 7-6                          |                                        |
| 04-07-1983 | Suisse Open                 | Regular Series | $ 100.000 | Gravel, buiten | Pavel Složil Tomáš Šmíd (1)                   | Colin Dowdeswell Wojtek Fibak          | 6-7, 6-4, 6-2                          |                                        |
| 05-07-1982 | Suisse Open                 | Regular Series | $ 100.000 | Gravel, buiten | Sandy Mayer Ferdi Taygan                      | Heinz Günthardt Markus Günthardt       | 6-2, 6-3                               |                                        |
| 06-07-1981 | Suisse Open                 | Regular Series | $ 125.000 | Gravel, buiten | Heinz Günthardt (1) Markus Günthardt (1)      | David Carter Paul Kronk                | 6-4, 6-1                               |                                        |
| 07-07-1980 | Suisse Open                 | Regular Series | $ 125.000 | Gravel, buiten | Colin Dowdeswell Ismail El Shafei             | Mark Edmondson Kim Warwick             | 6-4, 6-4                               |                                        |
| 09-07-1979 | Suisse Open                 | Regular Series | $ 75.000  | Gravel, buiten | Mark Edmondson (2) John Marks                 | Ion Țiriac Guillermo Vilas             | 2-6, 6-1, 6-4                          |                                        |
| 10-07-1978 | Suisse Open                 | Regular Series | $ 75.000  | Gravel, buiten | Mark Edmondson (1) Tom Okker (2)              | Bob Hewitt Kim Warwick                 | 6-4, 1-6, 6-1, 6-4                     |                                        |
| 04-07-1977 | Suisse Open                 |                | $ 75.000  | Gravel, buiten | Jürgen Fassbender (3) Karl Meiler             | Colin Dowdeswell Bob Hewitt            | 6-4, 7-6                               |                                        |
| 05-07-1976 | Suisse Open                 |                | $ 75.000  | Gravel, buiten | Jürgen Fassbender (2) Hans-Jürgen Pohmann (2) | Paolo Bertolucci Adriano Panatta       | 7-5, 6-3, 6-3                          |                                        |
| 07-07-1975 | Suisse Open                 |                |           | Gravel, buiten | Jürgen Fassbender (1) Hans-Jürgen Pohmann (1) | Colin Dowdeswell Ken Rosewall          | 6-4, 9-7, 6-1                          |                                        |
| 15-07-1974 | Suisse Open                 |                |           | Gravel, buiten | José Higueras Manuel Orantes                  | Roy Emerson Thomaz Koch                | 7-5, 0-6, 6-1, 9-8                     |                                        |
| 16-07-1973 | Suisse Open                 |                |           | Gravel, buiten | Geen toernooi in het dubbelspel               | Geen toernooi in het dubbelspel        | Geen toernooi in het dubbelspel        | Geen toernooi in het dubbelspel        |
| 17-07-1972 | Suisse Open                 |                |           | Gravel, buiten | John Alexander Phil Dent                      | John Newcombe Tom Okker                | 5-7, 6-3, 6-4                          |                                        |
| 12-07-1971 | Suisse Open                 |                |           | Gravel, buiten | Cliff Drysdale Roger Taylor                   | Tom Okker Marty Riessen                | 6-2, 6-3, 6-2                          |                                        |
| 20-07-1970 | Suisse Open                 |                |           | Gravel, buiten | Tom Okker (1) Marty Riessen                   | Malcolm Anderson Roy Emerson           | 6-1, 6-4                               |                                        |
| 28-07-1969 | Suisse Open                 |                |           | Gravel, buiten | John Newcombe Dennis Ralston                  | Malcolm Anderson Tom Okker             | 8-10, 12-10, 12-14, 6-3, 6-3           |                                        |

## Statistieken

### Meeste enkelspeltitels
| Aantal titels | Speler            | Jaren                        |
| ------------- | ----------------- | ---------------------------- |
| 5             | Roy Emerson       | 1960, 1961, 1966, 1967, 1969 |
| 4             | Hector Fisher     | 1923, 1928, 1929, 1931       |
| 3             | Sergi Bruguera    | 1992, 1993, 1994             |
| 3             | Àlex Corretja     | 1998, 2000, 2002             |
| 2             | René de Grenus    | 1916, 1918                   |
| 2             | Vladimír Černík   | 1946, 1950                   |
| 2             | Guillermo Vilas   | 1974, 1978                   |
| 2             | Joakim Nyström    | 1984, 1985                   |
| 2             | Emilio Sánchez    | 1987, 1991                   |
| 2             | Albert Costa      | 1996, 1999                   |
| 2             | Jiří Novák        | 2001, 2003                   |
| 2             | Thomaz Bellucci   | 2009, 2012                   |
| 2             | Casper Ruud       | 2021, 2022                   |
| 2             | Matteo Berrettini | 2018, 2024                   |

(Bijgewerkt t/m 2024)

### Meeste enkelspeltitels per land
| Aantal titels | Land              |
| ------------- | ----------------- |
| 17            | Spanje            |
| 14            | Zwitserland       |
| 12            | Australië         |
| 7             | Italië            |
| 6             | Argentinië        |
| 6             | Verenigde Staten  |
| 4             | Zweden            |
| 2             | Chili             |
| 2             | Noorwegen         |
| 2             | Roemenië          |
| 2             | Tsjechië          |
| 2             | Tsjecho-Slowakije |
| 2             | Zuid-Afrika       |

(Bijgewerkt t/m 2024)

### Enkel- en dubbelspeltitel in hetzelfde jaar
| Tennisser         | Jaar |
| ----------------- | ---- |
| Emilio Sánchez    | 1990 |
| Matteo Berrettini | 2018 |

## Trivia
- In 1969 werden voor het eerst de finales uitgezonden op de Zwitserse televisie.
- In 1973 had het toernooi een topveld, omdat veel topspeler die Wimbledon dat jaar hadden geboycot, deelnamen.
- In 1980 werd Heinz Günthardt de eerste Zwitserse winnaar na de Tweede Wereldoorlog. Roger Federer was in 2004 de tweede Zwitser die na de Tweede Wereldoorlog de titel wist te pakken.
- In 1988 werd de voormalige bondspresident Pierre Aubert door een gemiste return, in de maag geraakt. Hij was in orde en kon later de trofee uitreiken aan de Zweedse winnaar Joakim Nyström.
- In 2003 kreeg Wimbledon-winnaar Roger Federer een koe, genaamd Juliette.